# Cryptothelea nigrita
Cryptothelea nigrita är en fjärilsart som beskrevs av Barnes och Mcdunnough 1913. Cryptothelea nigrita ingår i släktet Cryptothelea och familjen säckspinnare. Inga underarter finns listade i Catalogue of Life.